# Endogonales
Endogonales är en ordning av svampar. Endogonales ingår i klassen Zygomycetes, divisionen oksvampar och riket svampar.
|             | Entomophthorales               |
|             |                                |
| Endogonales | \| \| Endogonaceae \| \| \| \| |
|             | \| \| Endogonaceae \| \| \| \| |
|             | Endogonaceae                   |
|             |                                |

|  | Endogonaceae |
|  |              |

## Källor

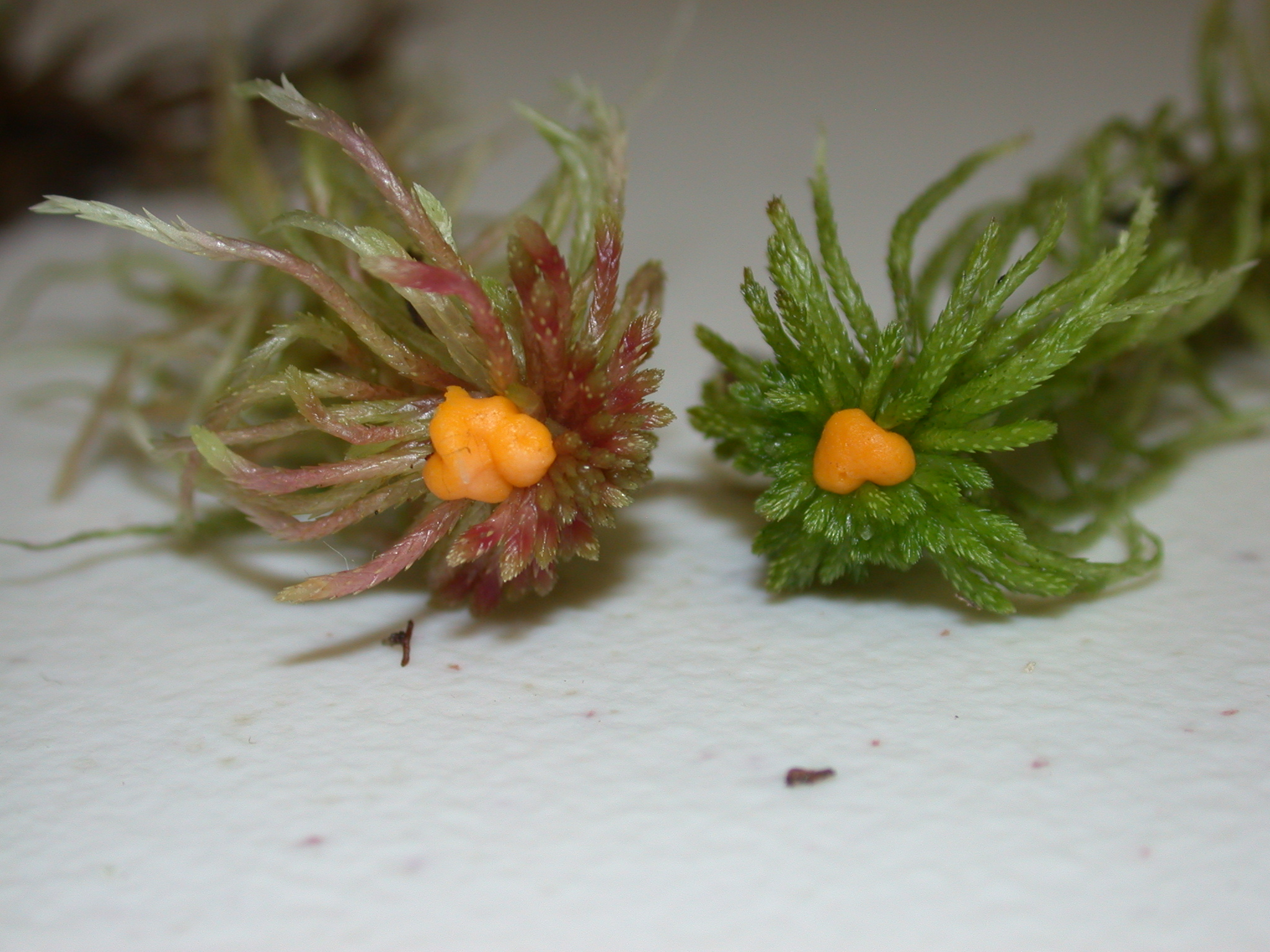
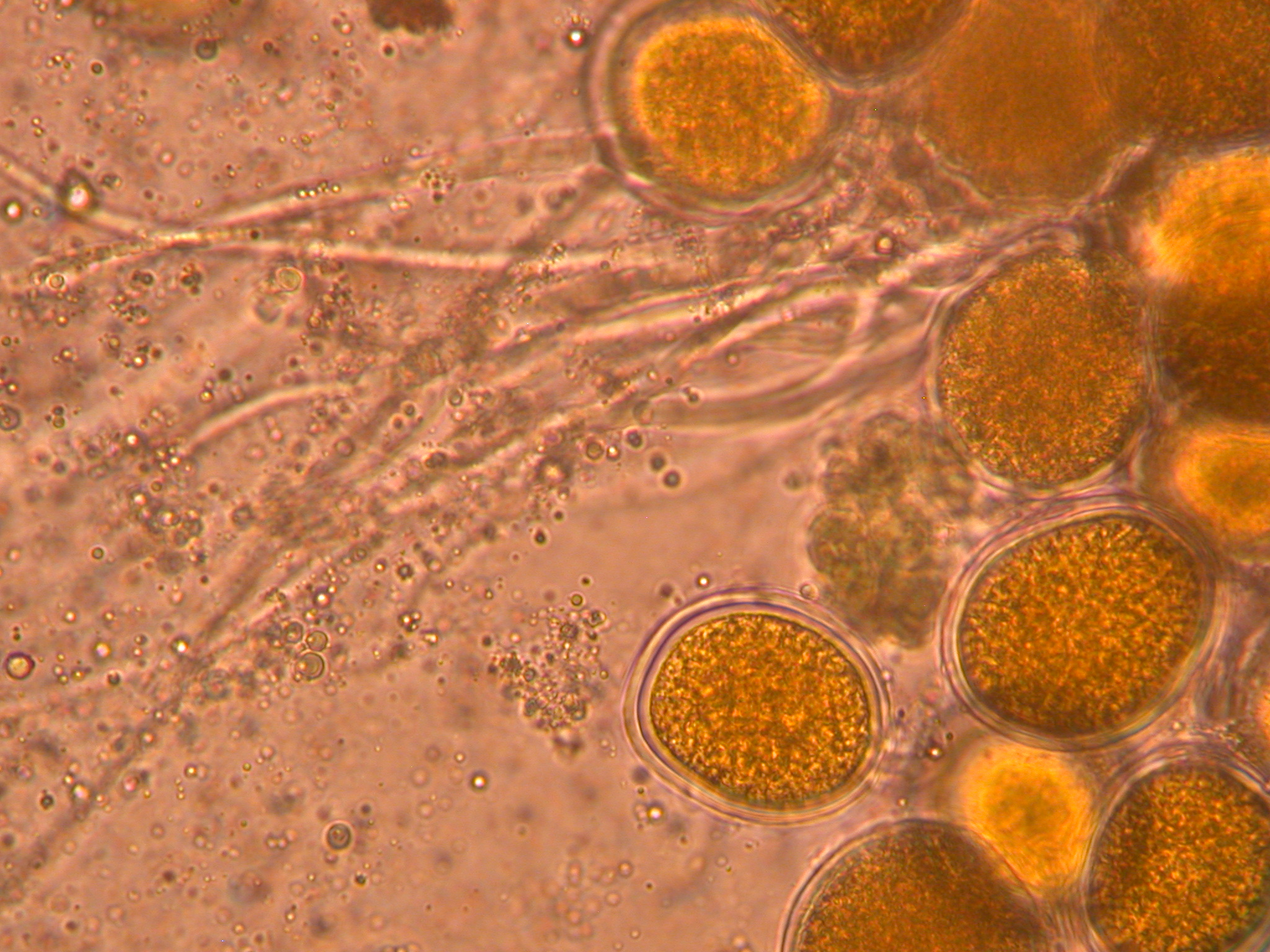